# Petraliella bisinuata
Petraliella bisinuata is een mosdiertjessoort uit de familie van de Petraliidae. De wetenschappelijke naam van de soort is, als Escharella bisinuata, voor het eerst geldig gepubliceerd in 1873 door Smitt.